# Rangitoto (Schiff)
Die Rangitoto war ein 1949 in Dienst gestelltes Passagierschiff der britischen New Zealand Shipping Company für den Liniendienst nach Neuseeland. Sie blieb für die Reederei bis 1969 im Einsatz und fuhr anschließend noch 6 weitere Jahre lang als Oriental Carnaval. 1976 ging das Schiff zum Abbruch nach Hongkong.

## Geschichte
Die Rangitoto entstand unter der Baunummer 109 in der Werft von Vickers-Armstrongs in Newcastle upon Tyne und lief am 12. Januar 1949 vom Stapel. Nach der Übernahme durch die New Zealand Shipping Company 5. August 1949 nahm sie am 25. August den Liniendienst von London nach Neuseeland auf. Ihr Schwesterschiff war die ebenfalls 1949 fertiggestellte Rangitane.
Nach 20 Jahren im Dienst auf der Neuseeland-Route und steigender Konkurrenz durch Fluglinien wurde die Rangitoto 1969 ausgemustert. Vier Jahre später löste sich die New Zealand Shipping Company auf. Neuer Eigner des in Oriental Carnaval umbenannten Schiffes wurde die Orient Overseas Line, die auch die ehemaligen Flottenschwestern Rangitane und Ruahine von der Reederei aufkaufte. Nach einem Umbau in Hongkong nahm die Oriental Carnaval 1970 den Liniendienst ab Hongkong auf.
Am 7. März 1975 wurde die Oriental Carnaval aufgelegt. Nach fast einem Jahr Liegezeit ging das Schiff im Februar 1976 an die Abwrackwerft Lee Sing Shipbreaking in Hongkong, wo es am 18. Februar eintraf.